# Elektrická jednotka 680
Elektrická jednotka 680 je vysokorychlostní naklápěcí elektrická jednotka, kterou provozují České dráhy. Od naklápěcího systému je odvozena jejich přezdívka Pendolino (italsky kyvadélko). Vyrobila je společnost Alstom Ferroviaria v italském Saviglianu. České dráhy původně objednaly celkem 10 jednotek od konsorcia firem v čele s ČKD. Po krachu ČKD se nakonec změněné zakázky ujal Alstom a o několik let později dodal 7 obdobných jednotek.
Je to jediná řada elektrických jednotek s naklápěcími vozovými skříněmi v provozu Českých drah. 
První jednotka dorazila do Česka v červnu 2003 a poté následovala série testů na zkušebním okruhu Výzkumného ústavu železničního v Cerhenicích. Od roku 2004 byla nasazena ve zkušebním provozu na trati Praha–Děčín; od prosince 2005 je zařazena na pravidelný spoj Praha–Ostrava a na několik let Praha–Břeclav. Od prosince 2006 byly spoje této relace prodlouženy do Vídně a Bratislavy. Od roku 2012 je těžiště jejího provozu trať Praha–Ostravsko s občasným zajížděním do Žiliny/Košic a Františkových Lázní (přes Plzeň). Od září roku 2025 by mělo Pendolino jezdit i do Českých Budějovic po IV. tranzitním koridoru. Jako vůbec první pravidelný osobní spoj v ČR by zde mělo Pendolino dosahovat rychlosti až 200 km/h.

## Před nasazením do pravidelného provozu

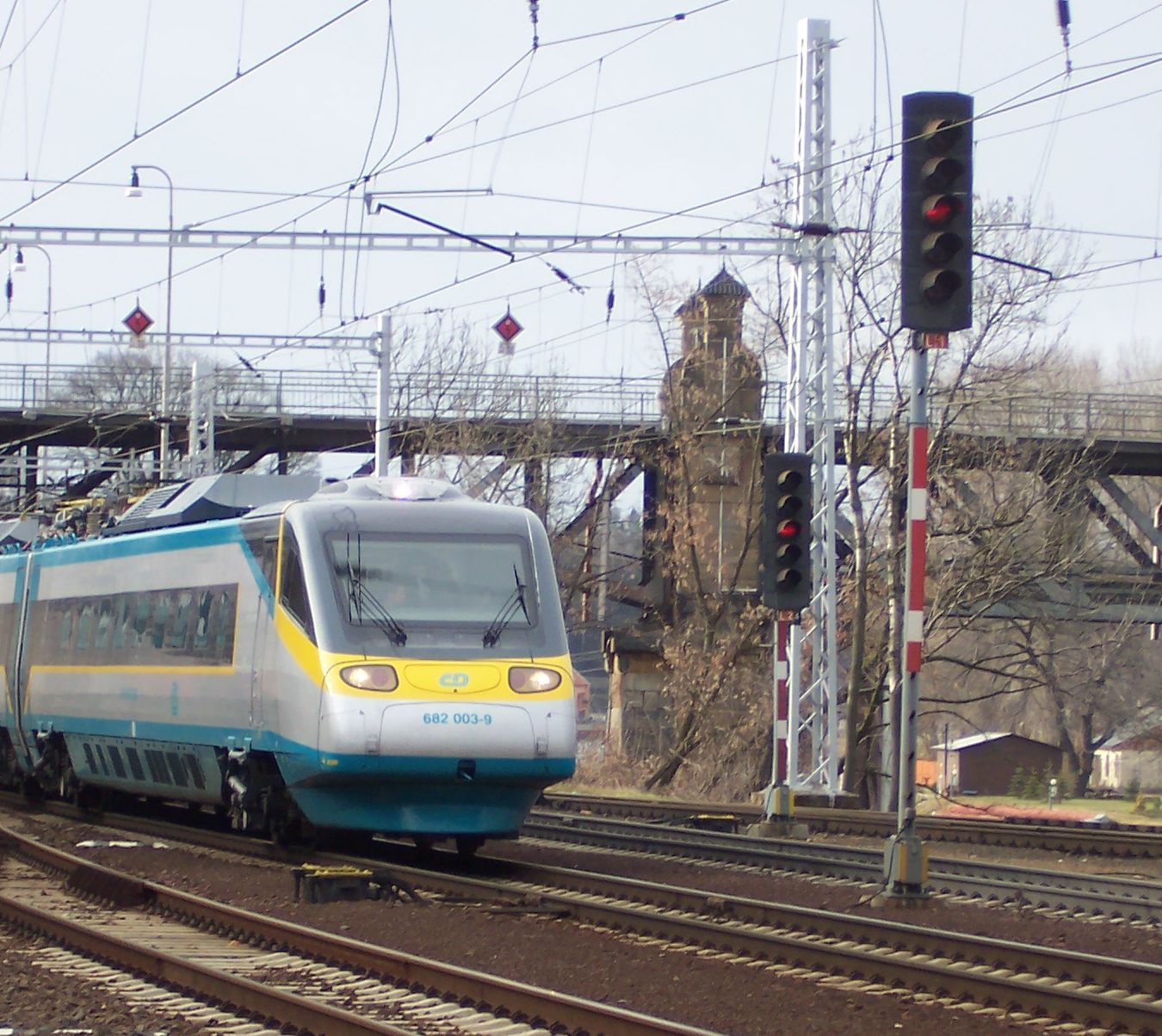
České Pendolino ve zkušebním provozu přijíždí do stanice Roudnice nad Labem

Prvně se objevila souprava Pendolino v Československu koncem září 1989. Jednalo se o prototypovou jednotku ETR 401. S touto jednotkou bylo podniknuto několik zkušebních a předváděcích jízd na trati Pardubice–Přerov. Znovu zavítalo Pendolino na české koleje ve dnech 23. až 25. května 1994 v podobě prototypu ETR 460, který se vracel do své vlasti po zkouškách v Polsku. Jednotka se skládala z čelního a dvou vložených vozů, druhý vložený vůz byl jen v podobě skříně vozu na podvozcích a bez naklápění. Jednotka byla předvedena veřejnosti v Praze a v Brně a byla s ní podniknuta krátká zkušební jízda na trati Praha – Kralupy nad Vltavou. Potřetí se objevilo Pendolino na českých tratích v roce 1996 – tentokrát šlo o třívozovou prototypovou jednotku ETR 470.
Mezitím v roce 1995 České dráhy vyhlásily soutěž na výrobu vysokorychlostních vlakových souprav s naklápěcími skříněmi. V té zvítězilo konsorcium firem ČKD, MSV Studénka, Fiat Ferroviaria (pozdější Alstom) a Siemens. Deset souprav mělo být dodáno již roce 2000. Z důvodu problémů ČKD se v roce 1998 odsunul termín dodávky a zvýšila se cena. Po krachu ČKD v roce 2000 výrobu souprav po dlouhých jednáních převzala italská firma Fiat Ferroviara, člen původního konsorcia. Oproti původnímu návrhu měla technologie a design souprav vycházet ze souprav Pendolino a počet souprav se snížil na sedm. České dráhy jej provozují pod označením 680. První souprava byla dodána v roce 2003.

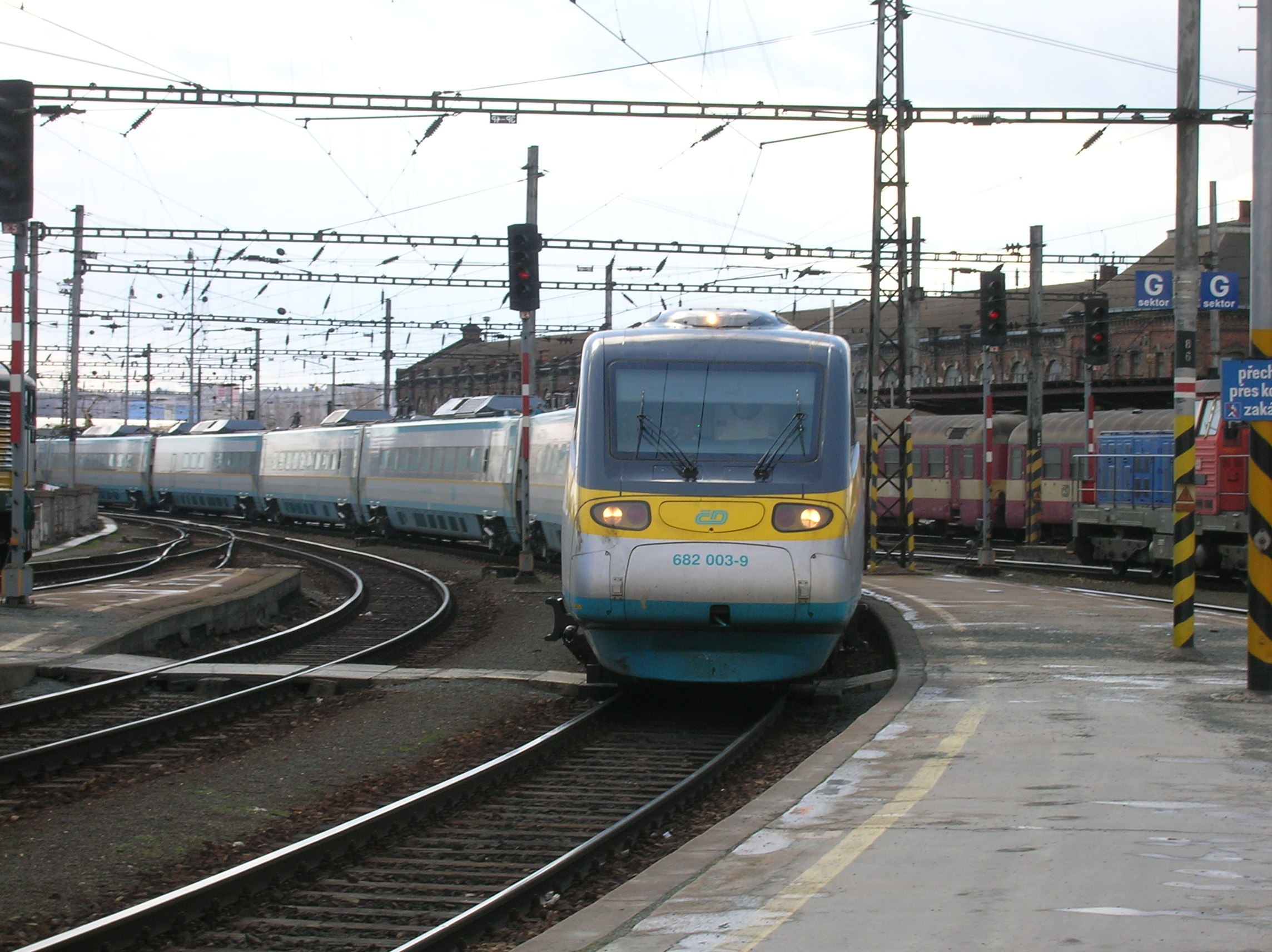
Souprava Pendolino vjíždí do stanice Brno hlavní nádraží

Při homologačních testech jednotky 680 bylo zjištěno, že jednotka emituje do zpětného trakčního proudu nadlimitní hodnoty konduktivních proudů, což by v nepříznivém případě mohlo vést ke špatné funkci kolejových obvodů a tím k ovlivnění železničních zabezpečovacích zařízení na trati i ve stanici. V médiích byl tento problém mylně označován za problémy s elektromagnetickým polem motorů. Problém s konduktivními proudy byl koncem roku 2004 provizorně vyřešen úpravou kolejových obvodů na trati Praha–Děčín, kde začal zkušební provoz jednotky s cestujícími. Definitivní řešení zmíněného problému přinesl až kompenzátor ohrožujících proudů, což je vlastně aktivní filtr, který byl nainstalovaný na všech sedm jednotek v průběhu roku 2005. Někteří lidé (odborníci na zabezpečovací zařízení Václav Chudáček, Ivan Konečný) ovšem tvrdili, že problém nevyřešila ani instalace kompenzátoru a že jednotky stále vykazují velké rušení kolejových obvodů. Pendolino nemá povolenou jízdu po některých tratích, protože se na nich vyskytují kolejové obvody s nevyhovujícími parametry; tyto kolejové obvody se nesmí již 30 let projektovat, avšak Správa železnic zatím nemá peníze na jejich výměnu.[zdroj?]
Při testech na trati Břeclav–Brno vytvořila souprava nový český železniční rychlostní rekord, když za speciálních podmínek dosáhla rychlosti 237,04 km/h. Kvůli technicko-bezpečnostní zkoušce pro rychlost 200 km/h Pendolino potřebovalo na všech třech trakčních soustavách překonat rychlost 200 km/h + 10 %. Původně se uvažovalo i o pozdějším schválení na 230 km/h, od čehož se ale zatím upustilo, protože Pendolino by takovou rychlost v pravidelném provozu nemělo kde využít.
Homologační proces byl pro všech sedm jednotek v České republice, Německu, Rakousku i Slovensku završen v průběhu roku 2006.

## Pravidelný provoz

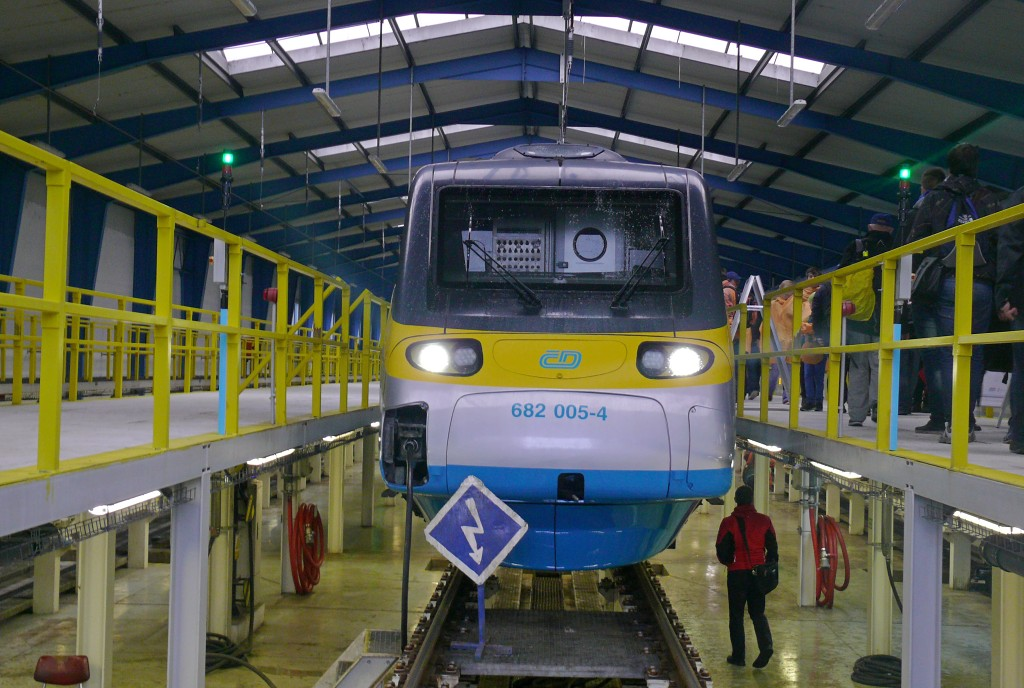
Bohumín, 682 005-4 v opravně vozů při národním dni železnice 2017

Vlaky SC Pendolino byly původně součástí společného projektu Českých drah a Českých aerolinií, kromě označení Českých drah měly přiděleno rovněž letecké označení ze série OK, přičemž bylo možno zakoupit si přestupní „letenku“ na tento vlak i přes rezervační systém ČSA jako tzv. Let ve výšce nula, s fiktivními letišti Pardubice a Olomouc.
Na konci roku 2005 se na Pendolinu vyskytly i problémy s řídicím systémem a s ovládáním jednotky, jednotka byla úplně nepojízdná nebo nefungovalo topení. Soupravy Pendolino byly vyřazeny na krátkou dobu z provozu a po odstranění závad byly uvedeny zpět do provozu.[zdroj?]
Pravidelný provoz vlaků Pendolino byl na tratích Českých drah zahájen 11. prosince 2005 na dvou trasách. Na tzv. jižní větvi Praha – Pardubice – Česká Třebová – Brno – Břeclav (a dále Bratislava nebo Vídeň) měly být soupravy provozovány jako běžné vlaky kategorie EuroCity. Protože však soupravy nedostaly povolení k provozu na Slovensku ani v Rakousku, vyjelo Pendolino na jižní větvi jen v redukované podobě. IC 570/571 a EC 134/135 tak místo v Bratislavě končily už v Břeclavi a tři páry vlaků EC 70 až 75 byly vedeny v celé trase Praha–Vídeň náhradními soupravami. Pendolino Českých drah získalo povolení k provozu v Rakousku a na Slovensku k 10. prosinci 2006 a nucené přestupy již nebyly potřebné. Jižní větev trpěla nižší vytížeností a malým zájmem zahraničních železničních správ, a proto v roce 2010 sestávala již jen z jednoho vlakového páru do Vídně (SC Smetana), o rok později naopak do Bratislavy (SC Slovenská strela). S novým jízdním řádem na rok 2012 jižní větev zanikla.
Oproti tomu na tzv. severní větvi Praha – Pardubice – Olomouc – Ostrava byly soupravy provozovány od začátku pod obchodní značkou SC Pendolino jako vlaky kategorie SuperCity. Na Ostravsku některé spoje staví ve více stanicích, např. v Bohumíně. S novým jízdním řádem na rok 2012 sem byly spoje přidány, dva víkendové spoje byly prodlouženy do slovenské Žiliny přes Havířov, Třinec a Český Těšín, a jeden sobotní spoj do Františkových Lázní přes Plzeň, Mariánské Lázně, Lázně Kynžvart a Cheb.
Od prosince 2014, se začátkem platnosti nového jízdního řádu, bylo Pendolino nasazeno na novou trasu – ve spolupráci s ZSSK došlo k zavedení jednoho páru vlaků kategorie SuperCity z Prahy do Košic a zpět. Jako hlavní důvod byla uváděna snaha nabídnout českým cestujícím rychlé a pohodlné spojení do Tater, případně na východní Slovensko. Díky modernizaci trati a možnosti využívat vyšších rychlostí soupravou s naklápěním se tak podařilo zkrátit jízdní dobu do Košic až na hranici 7,5 hodiny. Po nehodě jednotky 680.003 ve Studénce koncem července 2015 (viz dále) bylo kvůli nedostatku souprav nasazování pendolin na tuto trasu pozastaveno, od 1. září 2015 se však na Slovensko vrátily a s tímto výkonem se pokračovalo i v jízdním řádu pro rok 2016 pod názvem Pendolino Košičan.[zdroj?]
Pendolino je používáno také k příležitostným jízdám, např. při otevření rekonstruovaného úseku III. tranzitního železničního koridoru.

### Modernizace interiérů

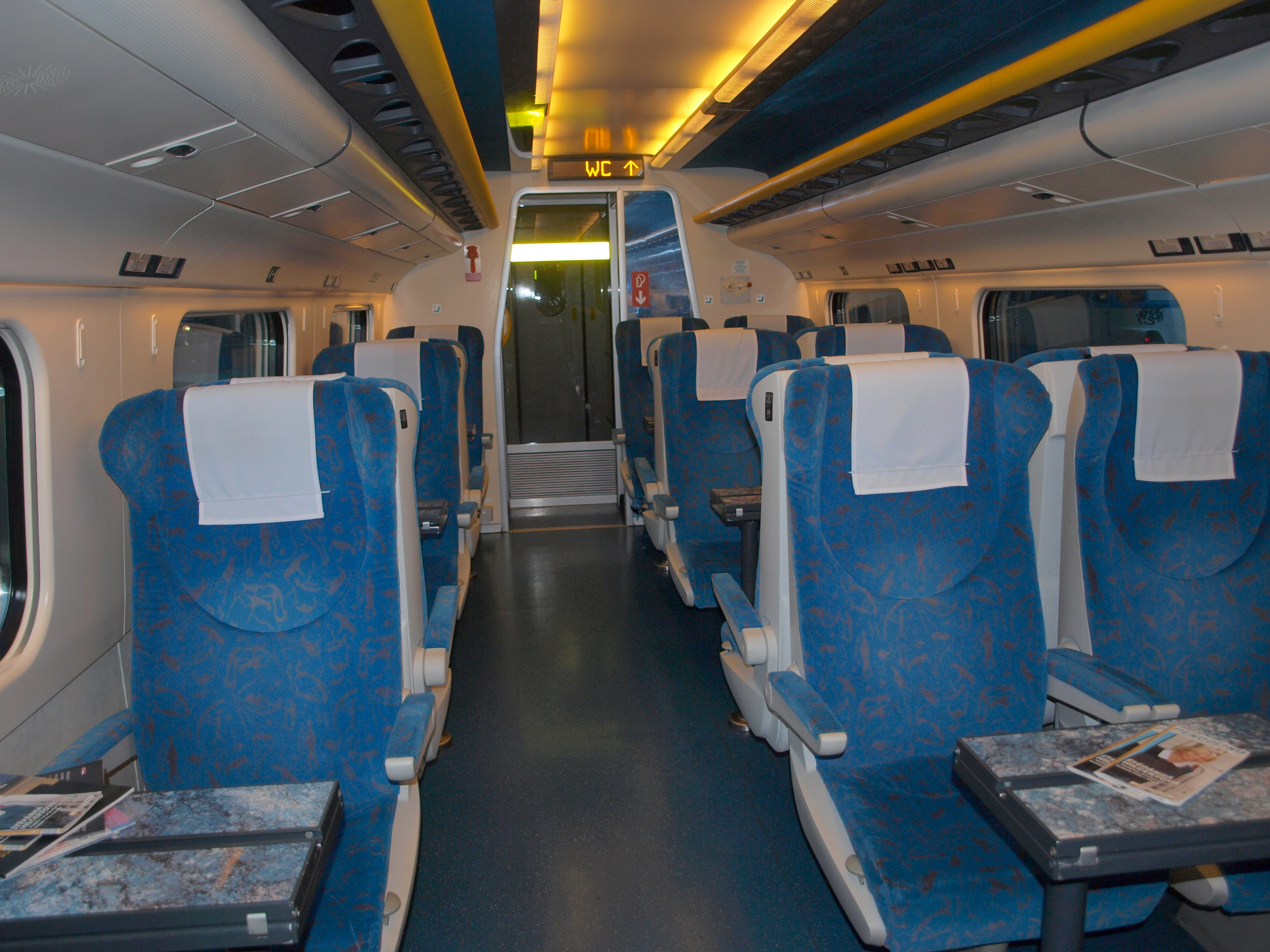
Interiér druhé vozové třídy před modernizací

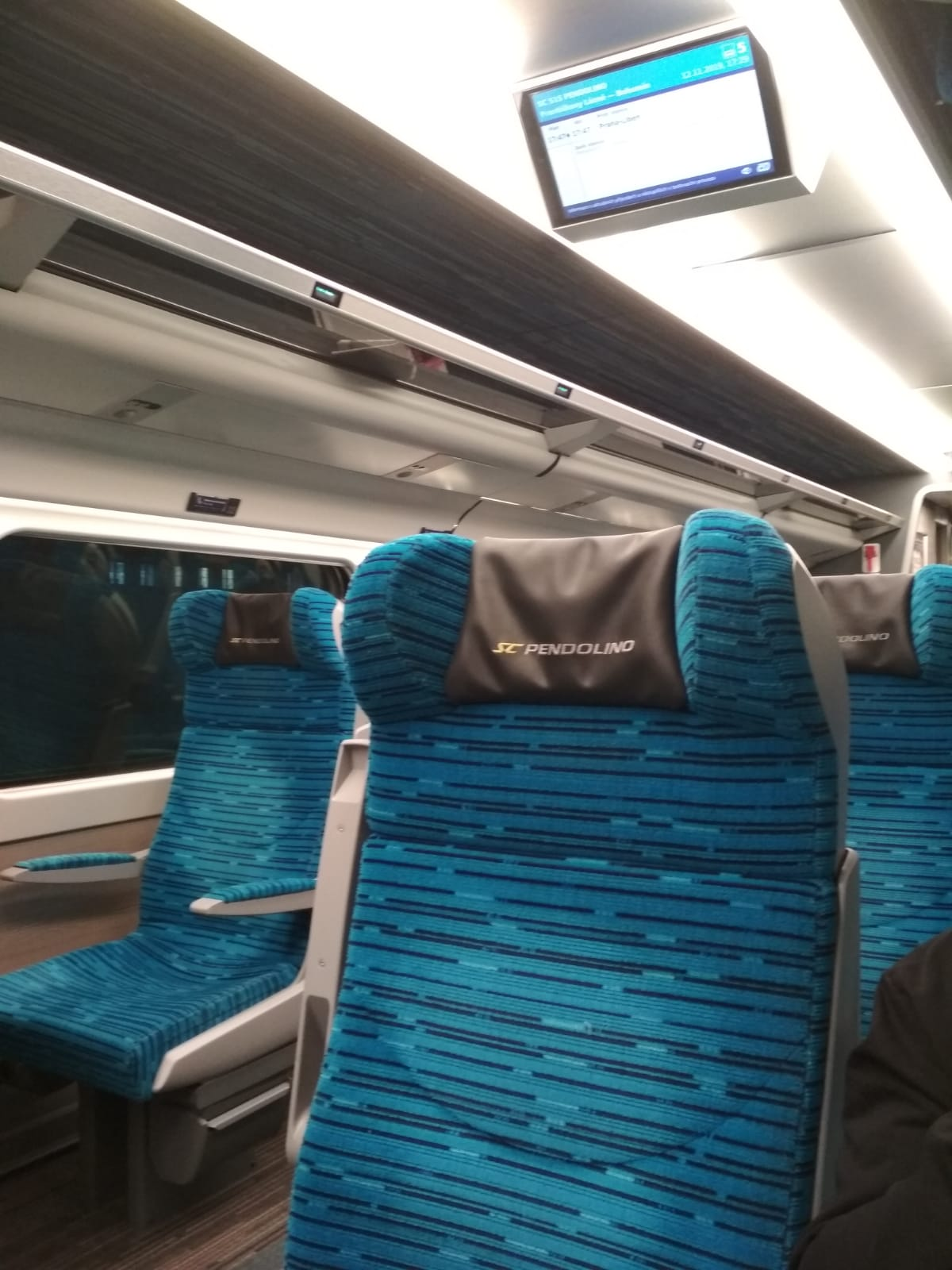
Interiér jednotky po modernizaci

V červnu 2017 začala modernizace interiéru vozů Pendolina. Konkrétně šlo o nová sedadla, obložení stěn, podlahu, zavazadlové police a buňky WC. Vlakové soupravy měly po rekonstrukci digitální obrazovky s informačním systémem. Ve vozech vzniklo také malé dětské kino, podobné tomu, které nabízejí soupravy Railjet. Modernizací prošel taktéž systém Wi-Fi, který se nachází ve všech soupravách. Od zařazení najezdily vozy Pendolina u Českých drah 26 milionů kilometrů a převezly na nich 12 milionů cestujících. Obnova všech sedmi Pendolin Českých drah stála 250 milionů Kč (cca 35,7 milionu za jednu soupravu) a všechny jednotky měly dle plánu projít modernizací do srpna 2018.
První jednotka 680.005 s obnoveným interiérem byla poprvé nasazena a představena jako protokolární vlak dne 23. září 2017 z Prahy do Bohumína na Den železnice. Od pondělí 25. září 2017 byla oficiálně nasazena do provozu, v následujících měsících byla převážně nasazována na spoje SC 240/241 Pendolino Košičan.[zdroj?]

## Složení jednotky řady 680
Jednotka 680 je sestavena ze sedmi vozů, z nichž jsou 4 hnací. Každý hnací (trakční) vůz je vybaven dvěma trakčními motory.
| Pořadí vozu | Třída | Charakteristika     | Řada |
| ----------- | ----- | ------------------- | ---- |
| 1.          | 2     | čelní trakční vůz   | 681  |
| 2.          | 1     | vložený vůz         | 081  |
| 3.          | bufet | vložený trakční vůz | 683  |
| 4.          | 2     | vložený vůz         | 084  |
| 5.          | 2     | vložený trakční vůz | 684  |
| 6.          | 2     | vložený vůz         | 082  |
| 7.          | 2     | čelní trakční vůz   | 682  |

Poznámka: Od začátku září 2013 došlo k redukci vozů první třídy, nově je vozem první třídy pouze 2. vůz v pořadí.

## Železniční napájecí soustavy a kompatibilita

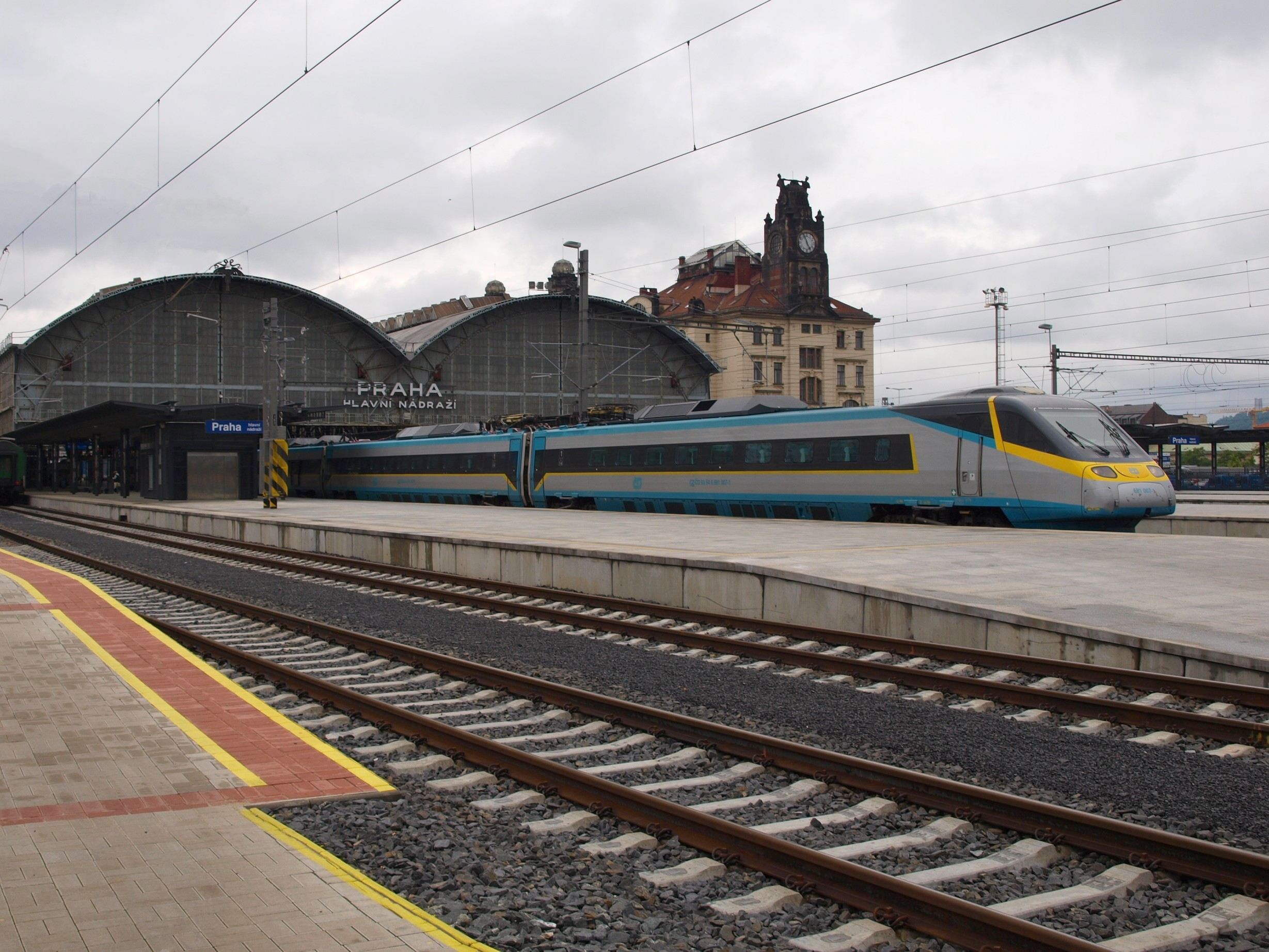
Elektrická jednotka vyjíždějící z pražského hlavního nádraží do Ostravy

Jednotku je možno provozovat na třech železničních napájecích soustavách:
- stejnosměrné napětí 3 000 V (Česko a Slovensko – severní část)
- střídavé napětí jednofázové 25 kV 50 Hz (Česko a Slovensko – jižní část)
- střídavé napětí jednofázové 15 kV 16,7 Hz (Německo, Rakousko)

Z důvodů používání zabezpečovacího zařízení s nízkou odolností proti elektromagnetickému rušení lze však Pendolino neomezeně provozovat jen na některých českých tratích. Použitý typ měničů neumožňuje dokonalé odrušení vozidla. Tento problém se ale obecně týká všech frekvenčních měničů používaných v železniční dopravě. Z tohoto důvodu byl do Pendolina nainstalován kompenzátor konduktivních proudů (aktivní filtr). Hlavním přínosem kompenzátoru nebyla ale jeho fyzická výroba, ani instalace, ale otevření otázky kompatibility vozidel s frekvenčními měniči a současnými kolejovými obvody a následné řešení tohoto problému, který se netýkal jen Pendolina.[zdroj?]

## Technické parametry
Každý vložený vůz je dlouhý 25,9 a hlavový 27,7 metrů, délka jednotky tedy činí 184 metrů a její šířka 2,8 m. Jednotka akceleruje z 0 na 100 km/h za 68 s (zrychlení 0,39 m/s²), z 0 na 160 km/h za 162 s (0,27 m/s²) a z 0 na 230 km/h za 462 s (0,13 m/s²). Vozová skříň je schopná se naklápět maximálně o 8° (v Česku o 6,5°).

## Ekonomika

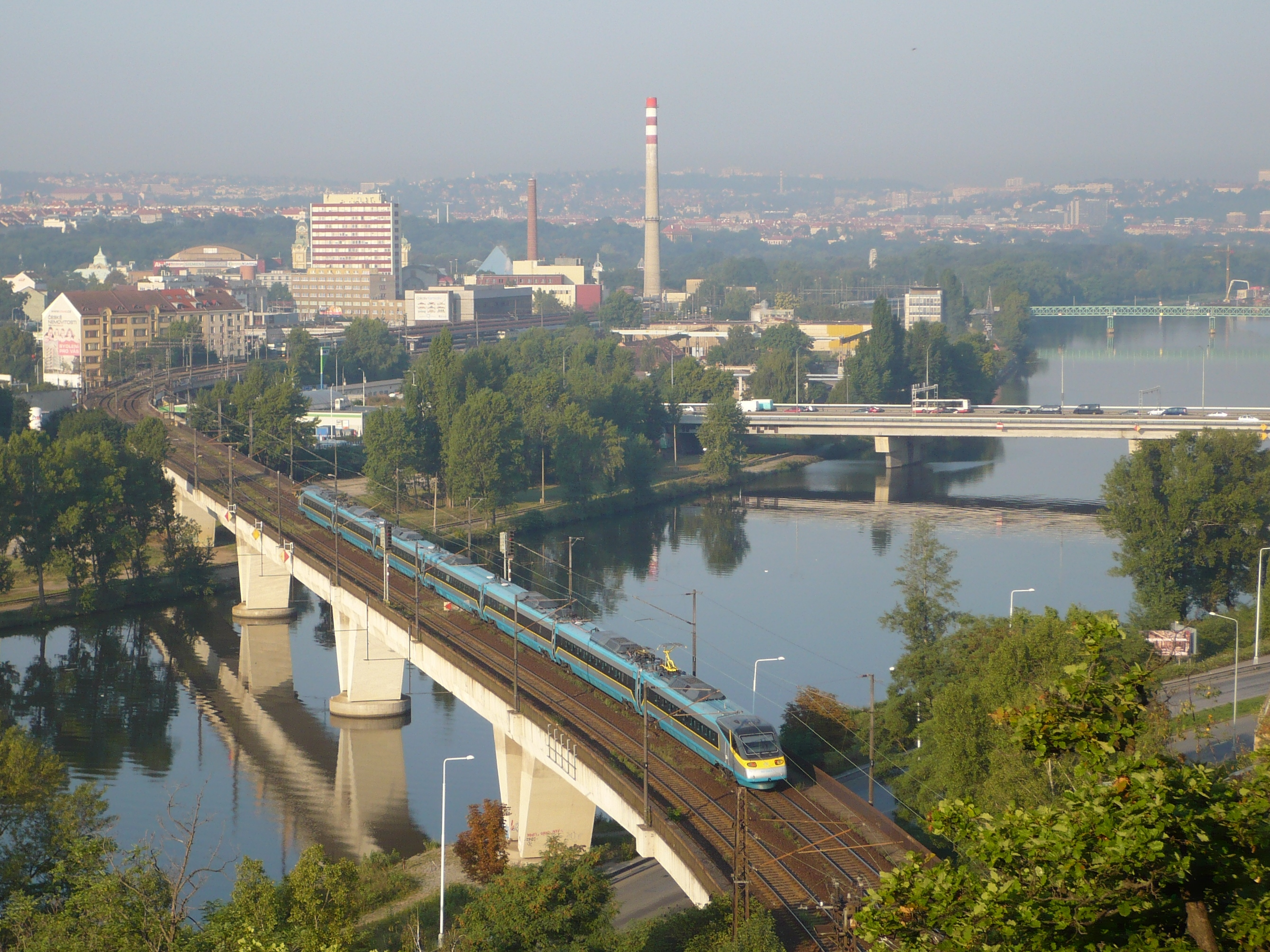
Souprava na mostě pod Bulovkou před holešovickým nádražím

Podle údajů z března 2009 byly tyto vlaky vysoce ztrátové. Každý rok jejich provozu stál České dráhy o 500 až 550 milionů více, než kolik jednotky vydělaly. Jednou z příčin bylo cca 200 milionů Kč ročně za generální opravy, kterým byly jednotky podrobeny po ujetí 1 200 000 kilometrů. Další příčinou bylo umořování skoro 4,5 miliardy Kč za nákup vlaků. 200 až 250 milionů ročně činily odpisy a cca 100 milionů korun úroky z úvěru. Úvěr na pořízení souprav by měl být splacen 25. listopadu 2014.
V rozhovoru pro magazín MF Dnes z 11. června 2009 generální ředitel ČD Petr Žaluda přiznal ztrátovost Pendolina i přes pravidelnou vyprodanost pondělních a pátečních spojů. Jako hlavní příčinu uvedl, že i přes zajíždění do Vídně či Bratislavy jsou stávající trasy na vlak tohoto typu krátké. Proto se ČD snažily neustále jízdní trasy prodlužovat a obsloužit více destinací. Uvedl, že od 12. 6. 2009 začne Pendolino zajíždět do Třince a doufal, že po dohodě s Německem by za rok a půl mělo být nasazeno na trasu, na kterou bylo zamýšleno již od počátku, a to Berlín – Praha – Vídeň.
To se ale ani do jízdního řádu 2013 nezdařilo, nakonec byla po dohodě s ÖBB tato varianta zavržena a od jízdního řádu 2015 začaly být na vídeňské rameno nasazovány jednotky Railjet s pronajatými rakouskými lokomotivami řady 1216 (Taurus).

## Nehody
Dne 22. července 2015 došlo na železničním přejezdu u Studénky ke srážce Pendolina s kamionem, jehož řidič vjel na přejezd v době, kdy bylo v činnosti signalizační zařízení. Nehoda si vyžádala tři mrtvé a 17 zraněných. Jednotka 680.003 byla při nehodě značně poškozena, zejména její čelní vůz 682.003. Ve spolupráci s výrobcem byla opravena a vrácena do provozu.[zdroj?]
V pondělí 27. června 2022 došlo ke kolizi jednotky 680.006 na spoji SC 516 s posunujícím dílem, tvořeným lokomotivou řady 742, dopravce ČD Cargo. Strojvůdce Pendolina, který pravděpodobně nerespektoval návěst zakazující jízdu a vjel do postavené posunové cesty, při kolizi zahynul, čtyři zaměstnanci ČD Cargo byli zraněni. Z ekonomických důvodů byla tato jednotka v březnu 2023 zrušena a použita na náhradní díly – mimo poškozených dvou vozů, které měly být zcela sešrotovány. Cena opravy včetně montáže ETCS mohla totiž podle Alstomu dosáhnout až 300 mil. Kč. Nakonec se rozhodnutí o kompletním rozebrání změnilo a do nezrušené části jednotky (5 vozů) měl být nainstalován zabezpečovač ETCS a vozy budou využívány při výměnném programu se zbývajícími 6 jednotkami, čímž se doba těžké údržby zkrátí na cca třetinu (z 90 na 30 dnů).